# Jardines Carlton
Los Jardines Carlton es un lugar declarado Patrimonio de la Humanidad por la Unesco en el año 2004. Está localizado sobre el borde noreste del Central Business District en el suburbio de Carlton, de la ciudad de Melbourne, estado de Victoria, Australia.